# Каспаза 9
Каспаза 9 (англ. Caspase 9, сокр. CASP9) — протеолитический фермент (КФ 3.4.22.62), одна из каспаз человека, кодируемая одноимённым геном — CASP9, который локализован на коротком плече (p-плече) 1-й хромосоме. Является инициаторной каспазой. Каспаза 9 играет важную роль в сигнальной цепочке апоптоза, вероятно, представляя наиболее «верхний» узел протеазного каскада этой цепочки после сборки апоптосомы. После активации апоптосомой каспаза 9 в свою очередь активирует ряд других молекул, что в конечном счёте и вызывает запрограммированную клеточную смерть. Такая способность позволила использовать её в генной инженерии в качестве индуцируемого малой молекулой "предохранителя" для самоликвидации ИПСК в случае необходимости.